# RPG–7
–

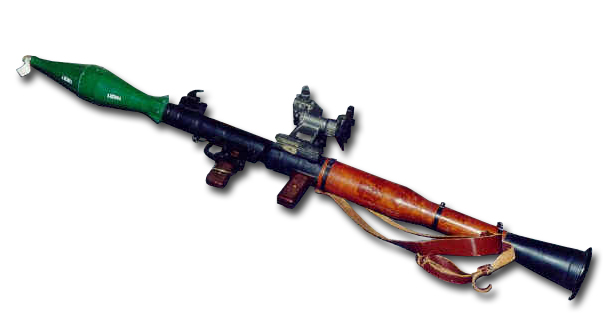
RPG–7 gránátvető PG–7-es kumulatív páncéltörő gránáttal

Az RPG–7 (oroszul: РПГ – Pучной Противотанковый Γранатомёт / RPG – Rucsnoj Protyivotankovij Granatomjot, magyarul: kézi páncéltörő gránátvető) a Szovjetunióban az 1950-es évek végén kifejlesztett kézi páncéltörő gránátvető. GRAU-kódja 6G3. Napjainkban kategóriájában a legelterjedtebb fegyver. Legutolsó típusváltozata az RPG–7V2, valamint ennek deszantváltozata az RPG–7D3. Ezeket a változatokat 2001-ben rendszeresítették az Orosz Fegyveres Erőknél.

## Története
Fejlesztése 1958-ban kezdődött a Szovjetunióban, a Bazalt vállalatnál. A fejlesztés alapjául az RPG–2-es gránátvető szolgált. Mind az RPG–2, mint az RPG–7 kialakításában és működésében a német Panzerfauston alapul. Az RPG–7-et 1961-ben rendszeresítették a Szovjet Hadseregben, majd hamarosan széles körben elterjedt. A Szovjetunióval szövetséges országokon kívül a harmadik világ számos országa rendszeresítette. A vietnámi háborúval kezdődően szinte mindegyik helyi konfliktusban bevetették. Napjainkban is mintegy 50 országban használják. A reguláris hadseregeken túl kedvelt fegyvere a különféle félkatonai, gerilla- és terrorista csoportoknak. Népszerű változata a deszantcsapatok részére kifejlesztett, szétszerelhető indítócsövű RPG–7D. Kínában, Iránban, Romániában, Pakisztánban és Bulgáriában licenc alapján gyártják, vagy gyártották. 1991-ig Irakban is folyt a sorozatgyártása. Kínában a 69-es típusjelet kapta a fegyver.

## Jellemzői
A rendszer a gránátvetőből és szerelvényeiből, valamint a gránátból áll. A vetőcső egy 40 mm belső átmérőjű, 953 mm hosszúságú acélcső. Középső részén, ahol a lövész vállára támaszkodik, hőszigetelési céllal faburkolattal van ellátva. A vetőcső élettartama 300 indítás. A gránátvető középső részén, alul két markolat helyezkedik el. Az első markolatban kapott helyet a kakasos elsütőszerkezet, amely tűzbiztosítóval is rendelkezik. Tüzeléshez az egyszerű kialakítású, a novoszibirszki Tocspribor vállalatnál tervezett PGO–7 típusú, prizmás kialakítású, 2,7-szeres nagyítású optikai irányzék áll rendelkezésre. Az irányzék tárgylemezének rácsos osztásai segítségével lehet a célzást korrigálni a távolság szerint, valamint a szél és a célpont mozgása szerint. A tárgylemezen egy 2,7 m magasságú harcjárműre kalibrált egyszerű távmérő is helyet kapott. Szükség esetén a behajtható mechanikus irányzék is használható.
A gránát repülési távolsága változattól függően 1100 m is lehet, de a rakétahajtómű már kb. 500 m-nél kiég. 300 m fölött már jelentősen romlik az alkalmazás hatékonysága. Mozgó, erősen manőverező célok, és különösen oldalszél esetén még gyakorlott kezelőnek is nehézséget okoz a pontos célzás. Az afganisztáni háború tapasztalatai azt mutatták, hogy a sikeres RPG-s támadások többségét 80 m-nél közelebbi célok ellen hajtották végre.

## A gránát

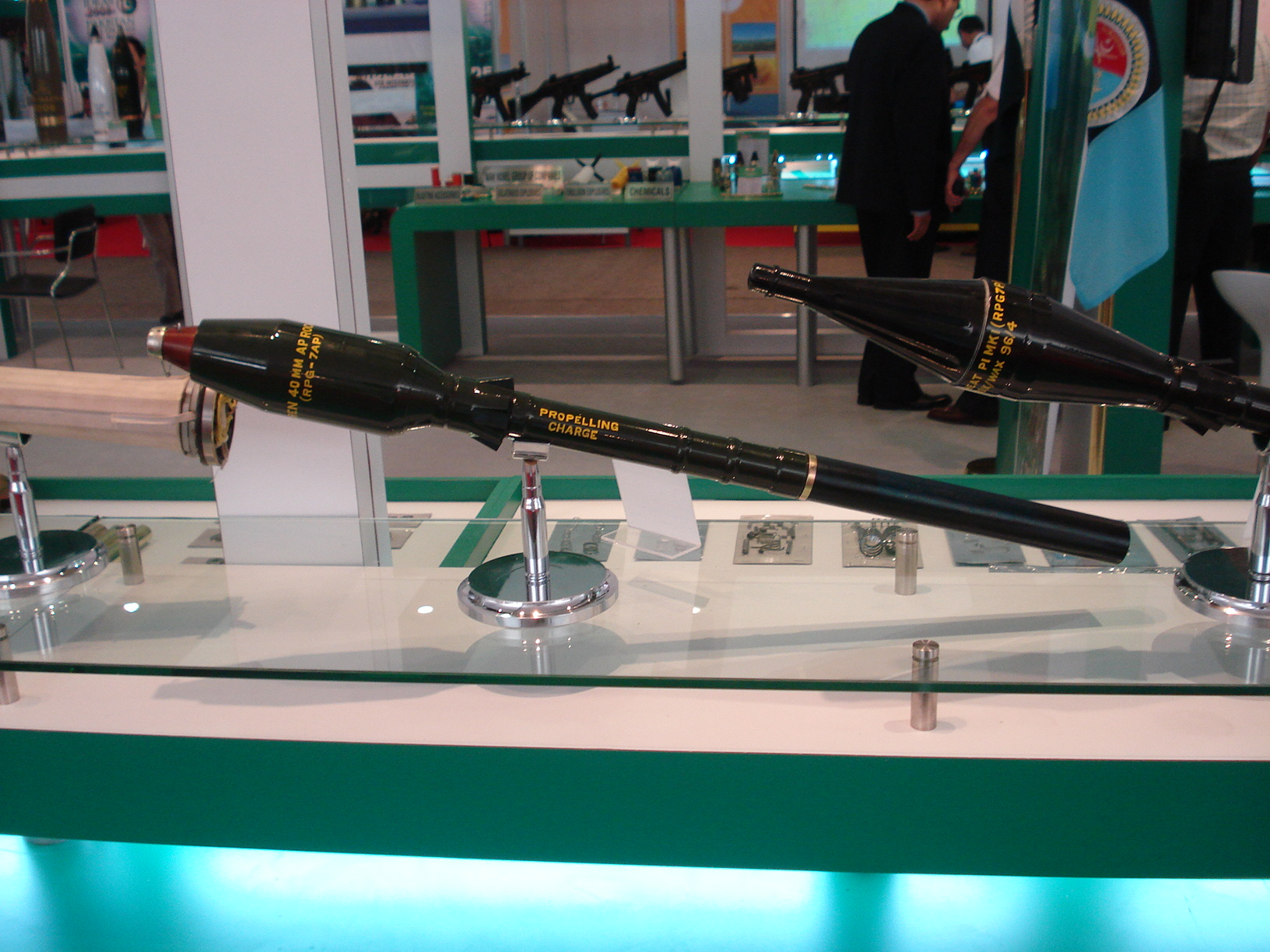
RPG–7 gránátja

A gránátvetőhöz kifejlesztett PG–7 rakétahajtású gránát az évtizedek alatt szinte alig változott, de a feladatoknak megfelelően többféle változatát alakították ki. A gránát három, jól elkülöníthető egységből, a harci részből, a menethajtóműből, valamint a stabilizátorral összeépített start-hajtóműből áll. A start-hajtóművet szállítási helyzetben külön tárolják. A gránátok szállítása a lövész vászonból készült háti hordtáskájában történik, amely három db gránát befogadására alkalmas. Lőpor töltetű start-hajtómű biztosítja az indítócső elhagyását 115 m/s-os sebességgel. A gránát végén lévő csavart terelőlapok biztosítják, hogy a gránát már a hossztengelye körül forogva lép ki a vetőcsőből. A start-hajtómű gyújtja be a szilárd hajtóanyagú menethajtóművet, amely néhány másodperces égési ideje alatt 294 m/s-os maximális sebességre gyorsítja fel a gránátot. A stabilizátorok az indítócső elhagyása után, a gránát forgásának hatására nyílnak ki, miután a start-hajtómű szétégette a stabilizátor-szárnyak rögzítését. A stabilizátor-szárnyak hossztengely körüli forgást biztosítanak a gránát számára. A viszonylag nagy felületű stabilizátor-szárnyak miatt oldalszél esetén a szélnyomás a stabilizátor-szárnyakra hat, ami miatt a rakéta - a hagyományos lövedékektől eltérően - a szél irányába húz. A menethajtómű fordított elrendezésű. A hajtómű fúvócsövei a hajtómű elején, a gránát és a hajtómű csatlakozása mentén, körben helyezkednek el.
A gránát harci része többféle kialakítású lehet. Az alapvető gránát-típus a kumulatív gránát, amely páncélozott célok és fedezékek, erődített célok ellen alkalmazható. Első rendszeresített típusa a 70,5 mm átmérőjű PG–7V volt 330 mm-es páncélátütő képességgel. Ezt követte a modernizált, 93 mm-es PG–7VL gránát, melynél a páncélátütő képessége 500 mm-re nőtt. Továbbfejlesztett változata a tandem elrendezésű, két kumulatív harci résszel felszerelt PG–7VR, amely a modern, reaktív páncélzattal ellátott harcjárművek ellen is alkalmazható. Páncélátütő képessége reaktív páncélzat nélküli célpont ellen 750 mm, reaktív páncélzattal rendelkező esetében 600 mm. Főként a helyiségharcok során, élőerő ellen alkalmazható sikeresen a TBG–7V vákuumos (aeroszolos) harci résszel felszerelt gránát, melynek pusztítási hatósugara 10 m. Ugyancsak az élőerő pusztítására fejlesztették ki az OG–7V repeszgránátot, amely fragmentált repeszképző burkolattal van ellátva. A robbanás után képződő mintegy 1000 db repesz 150 m²-es területen szóródik.
Ezeken kívül rendszeresítve van gyújtógránát és gyakorló (ún. lőtéri) gránát is. Szintén gyakorlásra szolgál a puskacsővel felszerelt gránát-imitátor is. Ehhez 7,62 mm-es nyomjelzős géppuska lőszert használnak. A cső kialakítás olyan, hogy a lövedék röppályája közelíti a PG-gránátok röppályáját. Ez a megoldás gazdaságos kiképzést és gyakorlást biztosít.

## Műszaki adatok[2][3][4]
- Tömeg: 6,3 kg (PGO7 optikával 7 kg)
- Hossz: 950 mm
- Űrméret: 40 mm (rakétatest, a gránát mérete 70 - 105 mm változattól függően)
- Gránát sebessége: 115 m/s indulálskor, 300 m/s repülés közben
- Hatásos lőtávolság: álló cél ellen 330 m, mozgó jármű ellen 200 m (gyakorlatban már 11 km/h oldalszélnél is csak ~180 m álló és ~100 m mozgó célok ellen),[5] nagyméretű és területi célok ellen (gyalogság, épület) 700 m
- Páncéltörő képesség
  - PG–7V (1961): 260 mm;
  - PG–7VL (1977): ~500 mm;
  - PG–7VR (1988): 750 mm (reaktív páncél esetén 600 mm).
- Halálos rádiusz: OG–7V repeszgránát (1999): 7 m; TBG–7V termobárikus töltet (1988): 10 m (a páncéltörő fejeknek minimális a repeszhatása)